# Hospital Saint Bois
O hospital Saint Bois é um hospital geral e dos olhos localizado em Camino Colman, Montevidéu, no Uruguai, fundado em 26 de novembro de 1928.